# Прония
Про́ния (греч. πρόνοια — попечение) — феодальный институт в Византии XI—XV вв. — пожизненное (иногда наследственное) императорское пожалование светскому лицу или монастырю в награду за службу, с правом управления определённой территорией и сбором с неё налогов. Наибольшее развитие получила во второй половине XII в., когда земельные владения давались на условиях несения службы, преимущественно военной. Со временем прония превратилась в наследственное владение. Типологически близка к западноевропейскому бенефицию.

## Появление
К XI столетию византийские аристократы, уже не обладавшие существенной властью, цеплялись за почётные титулы и звания, которые получали за поддержку правящего императора. Во время правления Константина IX, аристократия начала открыто утверждать свой суверенитет в различных частях империи, собирая для собственных целей налоги с местного населения, и часто готовя на эти средства восстания против центральной власти. 
В конце XI столетия Алексей I Комнин попытался преобразовать аристократию, решив распределить знать по территории Византии, что было сделано путём земельного пожалования на условиях её военной службы. Тем самым он удалил из Константинополя своих возможных противников, мечтавших бросить вызов императору.

## Система проний в XII веке
Внук Алексея Комнина — Мануил I Комнин продолжал предоставлять землю аристократам, но вместо выплат постоянного жалования, расширил их владения. Прония развивалась по существу в виде лицензии на обложение налогом граждан, живших в пределах границ предоставленных территорий (πάροικοι). Прониар (то есть тот, кому была предоставлена прония) стал подобен сборщику налогов, которому позволялось удерживать часть полученного дохода. Эта идея не была новой: ранее Ираклий I реорганизовал имперскую землю в военных районах, создав фемы. В этой системе, военные офицеры (стратеги) управляли своим районом и собрали арендную плату с крестьян, занятых сельским хозяйством. Однако, парики в фемной или пронийной системах не являлись крепостными крестьянами, как в Западной Европе. Также ни стратег, ни прониар не были владельцами земель, представляя собой лишь наместников византийского императора, часто бывшими родом из других провинций Византии.
Размер и значение пронии, число париков, а также их обязанности, были записаны в практике, как и обязанности прониара. Если было необходимо, император мог потребовать от прониара военной службы, хотя тот не имел права вынуждать своих налогоплательщиков присоединиться к своему отряду. Прониары весьма неохотно несли военную службу, и если им удавалось приобрести поддержку своих подданных, то в провинциях могли начаться восстания против империи. Но императоры не относились серьёзно к этому, так как считали, что пронии в итоге успокоят бунтарей из аристократии.

## Пронии во время правления династии Палеологов
После захвата Константинополя во время Четвёртого крестового похода, система проний продолжила существование в Никейской империи. Император Иоанн III Дука Ватац также предоставил пронии церкви и дворянам. Когда в 1261 году было завершено отвоевывание Константинополя, Михаил VIII Палеолог разрешил передавать пронии по наследству, сделав империю подобной феодальным государствам Европы. Также была осуществлена их проверка для большего соответствия нынешнему времени, так как империя потеряла многие земли и источники дохода с XI-го века. Под властью Палеологов, прониары могли быстрее организовываться в военные единицы, если император требовал их услуг. Он мог по любой причине конфисковать их доходы. Например Андроник II Палеолог использовал деньги прониаров, чтобы финансировать военные экспедиции против Болгарии, но не требовал, чтобы они сами участвовали в походах. В течение этого времени, они сами могли привлечь к себе последователей, предоставив им свои пронии.
Вербовка прониаров помогла объединить остатки империи после 1261 года. Несмотря на то, что в империи существовало несколько тысяч воинов, императоры не могли позволить себе денежное обеспечение боеспособной армии и флота. Империя собирала весьма малые налоги, и прониарии вернулись к фемной системе, начав собирать арендную плату с париков.
В 1453 году с захватом оттоманскими турками Константинополя, Византийская империя перестала существовать, но завоеватели использовали собственную версию системы проний — систему тимаров.